# Dissent (revue)
 (février 2011).
Si vous disposez d'ouvrages ou d'articles de référence ou si vous connaissez des sites web de qualité traitant du thème abordé ici, merci de compléter l'article en donnant les références utiles à sa vérifiabilité et en les liant à la section « Notes et références ».

Dissent est une revue intellectuelle trimestrielle américaine, centrée sur la politique et la culture, publiée à New York, dirigée par Michael Walzer et Mitchell Cohen. Elle fut créée dans les années 1950 par Irving Howe, Lewis Coser, Henry Pachter et Meyer Schapiro en double réaction contre le maccarthysme et le communisme.
Son titre vient de —dissent— from the bleak atmosphere of conformism that pervades the political and intellectual life of the United States  ou en v.f. —désaccord— avec l'atmosphère sombre du conformisme qui imprègne la vie politique et intellectuelle des États-Unis.
Elle se situe politiquement dans la mouvance de la gauche libérale américaine et accueille des contributions issues de diverses sensibilités de la gauche.
On y retrouve notamment les plumes de Paul Berman ou Todd Gitlin.

## Rédacteurs et membres de la publication
- Lionel Abel
- Hannah Arendt
- Shlomo Avineri
- Lewis Coser
- Daniel Bell
- Seyla Benhabib
- Marshall Berman
- Paul Berman
- David Bromwich
- Mitchell Cohen
- Isaac Deutscher
- John Patrick Diggins
- Amitai Etzioni
- Erich Fromm
- Todd Gitlin
- Tom Gnyra
- Paul Goodman
- Günter Grass
- Jürgen Habermas
- Michael Harrington
- Robert Heilbroner
- Hendrik Hertzberg
- Irving Howe
- Michael Ignatieff
- Alfred Kazin
- György Konrád
- Benjamin Kunkel
- Norman Mailer
- Kanan Makiya
- C. Wright Mills
- Deborah Meier
- Louis Menand
- Harold Meyerson
- Brian Morton
- Martha Nussbaum
- Amos Oz
- George Packer
- Samantha Power
- Ronald Radosh
- Ruth Rosen
- Richard Rorty
- Meyer Schapiro
- Ignazio Silone
- Michael Tomasky
- Michael Walzer
- Cornel West
- Sean Wilentz
- Ellen Willis
- Richard Wright